# Herstal Group
Herstal Group — провідна бельгійська компанія, яка займається виробництвом вогнепальної зброї і боєприпасів для військових, поліцейських і цивільних цілей. Herstal Group є материнською компанією для низки всесвітньо відомих збройових брендів:
- FN Herstal;
- Winchester Repeating Company;
- Browning Arms Company.

## Історія
Компанія була заснована 1989 року в місті Льєж, Бельгія. Наразі вона має офіційні представництва в дев'яти країнах Європи, Північної Америки та Азії. Herstal Group веде корпоративне співробітництво з японською Miroku Corp.. Починаючи з 1997 року, компанія стала на 100 % державною (офіційна приналежність до департаменту Валлонія), викупивши залишок акцій в іншої відомої збройової компанії — французької GIAT Industries.
У 1957 році НАТО прийняли за стандарт проєкт боєприпасів FN Herstal калібру 7,62×51 мм (патрон Юджина Стонера калібру 5,56×45 мм, який зараз є стандартом, був прийнятий лише в 1982).